# Wally Eichhorn-Nelson
Wally Eichhorn-Nelson (* 17. Dezember 1896 in Ernstthal; † 3. April 1986 in Ernstthal) war eine deutsche Schriftstellerin.

## Leben
Wally Eichhorn-Nelson kam aus einer alteingesessenen Glasbläser-Familie. Sie wuchs in Ernstthal auf und lebte dann dort. Sie arbeitete als Vertreterin und ab 1933 als Heimarbeiterin in der Glasindustrie. Bereits nach dem Ersten Weltkrieg schrieb sie kürzere Erzählungen über das Leben der Glasbläser im Thüringer Wald. Ab 1945 arbeitete sie als freischaffende Schriftstellerin. Ihr Erbe wird von ihrer Tochter und ihren Enkeln gepflegt.
Was ihre Dichtung auszeichnet, ist die Liebe zum einfachen Volk. Sie war schon frühzeitig aufgeschlossen für die soziale Not der armen Heimarbeiterfamilien. Ihr Verdienst ist es, als erste Schriftstellerin das Leben der Glasbläser im südlichen Thüringer Wald zu schildern. Aus der Kenntnis dieser Zeit sind Gestalten ihrer Romane, Erzählungen und Kinderbücher entstanden.

## Werke
- Rauh ist der Kammweg. Eine Geschichte derer vom Rennstaig. Rudolstadt: Greifenverlag 1953.
- Von Schnee, Butter und seltsamer Medizin. Heiteres von seltsamen Waldkäuzen. Rudolstadt: Greifenverlag 1954.
- Waldmärchen. Weimar: Knabe 1955.
- Die Verräterin. Berlin: Verlag des Ministeriums für Nationale Verteidigung 1955.
- zus. m. Herbert Greiner-Mai: Bilderbuch vom hohen Thüringer Wald. Weimar: Volksverlag 1956. (erschienen in der Reihe Deutsches Land – Heimatland)
- Es war einmal ... Sagen und Mären um den Rennsteig. Weimar: Knabe 1957.
- Kleine Stadt in den Bergen. Roman. Rudolstadt: Greifenverlag 1959.
- Als Luftschnapper im Kustelkreis. Ferienerlebnisse am Rennsteig. Rudolstadt: Greifenverlag 1960.
- Von Sonneberg zur Rennsteighöhe. Erlebnisse im Waldland. Rudolstadt: Greifenverlag 1968.
- Die dunkle Grenze. Kriminalgeschichten. Berlin: Verlag Das Neue Berlin 1983.
- Heiteres von sonderbaren Waldkäuzen. Geschichten derer vom Rennsteig. Rudolstadt: Greifenverlag 1987.
- Der betrogene Teufel. Sagen aus Thüringen. Berlin: Kinderbuchverlag 1987.
- Mein buntes Buch vom Rennsteig. Geschichten Sagen und Anekdoten aus dem Thüringer Wald. Erfurt: Verlagshaus Thüringen 2000.